# Andrew Landenberger
Andrew Landenberger (ur. 15 września 1968 w Grafton) – australijski żeglarz sportowy. Srebrny medalista olimpijski z Atlanty.
Zawody w 1996 były jego jedynymi igrzyskami olimpijskimi. Srebrny medal zdobył w klasie Tornado. Wspólnie z nim płynął Mitch Booth. Pływał również w innych klasach (m.in. Star) oraz mieszkał w Niemczech.